# دانشگاه ایالتی آیووا
دانشگاه ایالتی آیووا (به انگلیسی: Iowa State University) یک دانشگاه تحقیقاتی دولتی در ایمز واقع در ایالت آیووا آمریکا است که در سال ۱۸۵۸ میلادی بنیان‌نهاده شده‌است.
دانشگاه ایالتی آیووا (به اختصار ISU) دانشگاهی پیشتاز در نظام دانشگاهی ایالت آیووا به‌شمار می‌رود. دانشگاه ایالتی آیووا، دانشگاهی همگانی است که بر اساس سیاست‌های اهدای زمین از سوی دولت آمریکا برای فعالیت‌های آموزشی تأسیس شده‌است. همچنین این دانشگاه جز دانشگاه‌های درگیر در پروژه‌های تحقیقات فضایی است. دانشگاه آیووا در شهر ایمز ایالت آیووا قرار دارد. تا سال ۱۹۵۹ این دانشگاه با نام دانشکده ایالتی کشاورزی و هنرهای مکانیکی (فنی-مهندسی) آیووا شناخته می‌شد.
دانشگاه آیووا در سال ۱۸۵۸ تأسیس شد و از بدو تأسیس پذیرش دانشجو در آن به صورت مختلط صورت می‌گرفته‌است. در میان مراکز دانشگاهی تأسیس شده بر اساس سیاست اهدای زمین، دانشگاه آیووا اولین مرکز تحقیقاتی در سطح ملی به‌شمار می‌رود که به هنگام تدوین قوانین مرتبط تحت عنوان «تخصیص زمین برای احداث مراکز دانشگاهی» در سال ۱۸۶۲ که به قوانین Morrill Act مشهور است، توانست در ۱۱ سپتامبر همان سال مجوز احداث دانشگاه را اخذ کند و ایالت آیووا را به نخستین ایالت بهره‌مند از این قوانین تبدیل کند. نظام آموزشی دانشگاه آیووا اکنون دربردارنده هشت دانشکده است که هر یک از آن‌ها دارای بخش‌های تحصیلات تکمیلی هستند و در هر یک از آن‌ها نزدیک به ۱۰۰ طرح آموزشی در سطح کارشناسی، ۱۱۲ طرح آموزشی در سطح کارشناسی ارشد و ۸۳ طرح آموزشی در رده دکتری برقرار است. همچنین آموزش در رشته دامپزشکی به‌صورت پیشرفته در این دانشگاه صورت می‌گیرد.
در رده‌بندی دانشگاه‌ها، توسط مؤسسه کارنگی، دانشگاه آیووا در زمره دانشگاهی تحقیقاتی و پژوهش‌محور با زمینه‌های تحقیقاتی بسیارقوی برشمرده می‌شود. اعضای این دانشگاه متشکل از افراد معتبر عضو انجمن دانشگاه‌های آمریکایی و انجمن تحقیقاتی دانشگاهیان است و همچنین تعدادی از اعضای اصلی همایش ۱۲تای بزرگ در این دانشگاه عضویت دارند.

## تاریخچه

### شکل‌گیری
در سال ۱۸۵۶، مجلس عوام آیووا، قانونی برای تأسیس دانشکده کشاورزی ایالتی و توسعه کشاورزی کارآمدتر و پیشرفته‌تر تصویب می‌کند. این نهاد (دانشگاه آیووای امروزی) به‌طور رسمی فعالیت خود را در ۲۲ مارس ۱۸۵۸ بر اساس تصویب مجلس ایالت آیووا آغاز می‌کند. در میان شهرستان‌های پیشنهادی جانسون، کاسوت، مارشال، پولک و استوری، شهرستان استوری به عنوان محل احداث دانشگاه در ۲۱ ژوئن ۱۸۵۹ انتخاب می‌شود. در این راستا زمینی زراعی به مساحت ۲٫۶۲ کیلومتر مربع به مبلغ ۵٬۳۷۹ دلار نیز خریداری می‌شود.
آیووا تبدیل به اولین ایالت در آمریکا می‌شود که قوانین Morrill Act مربوط به سال ۱۸۶۲ را پذیرفته‌است. پس از پذیرش این قانون ایالت آیووا در ۲۹ مارس ۱۸۶۴ صاحب زمین اهدایی حاصل از الحاق به قوانین مذکور نیز می‌شود. از همان ابتدا، دانشکده کشاورزی آیووا بر اساس این ایده که تحصیلات عالی باید برای همگان در دسترس باشد و نیز آموزش بایستی به صورت آزادی‌خواهانه و کاربردی انجام گیرد، پایه‌گذاری می‌شود. این ایده‌ها برای تمامی دانشگاه‌های شکل‌گرفته بر اساس قانون سیاست‌های اهدای زمین به دانشگاه‌ها، جامعیت دارد.
آموزش از بدو تأسیس این دانشگاه و حتی در اولین کلاس‌های درسی شکل گرفته در سال ۱۸۶۸ به صورت مختلط صورت گرفته‌است. پذیرش رسمی دانشجو در همین سال رخ می‌دهد و اولین فارغ‌التحصیلان آن در سال ۱۸۷۲ شامل ۲۴ مرد و ۲ زن بوده‌اند.

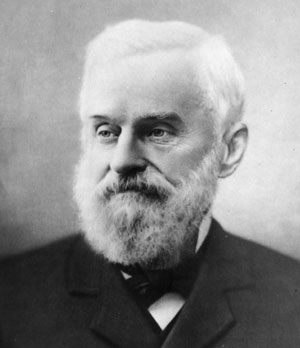
آدونیا ولچ نخستین رئیس ایالت آیووا

خانه کشاورزی، اولین ساختمان در محوطه دانشگاهی دانشگاه آیووا است که در سال ۱۸۶۱ و قبل از احداث محوطه اصلی دانشگاه و ورود دانشجویان احداث شده‌است. در سال‌های بعد این ساختمان بدل به یکی از مهم‌ترین مراکز آموزشی دانش کشاورزی شد. اولین رئیس ایالت آیووا، آدونیا ولچ، در دوره کوتاهی در خانه کشاورزی اقامت کرد و نطق نخستین سخنرانی خود را در یکی از اتاق‌های طبقه دوم این ساختمان نوشت.
نخستین گروه اجاره‌کننده زمین‌های زراعی دانشکده، از آن برای آزمایش‌ها و تحقیقات مرتبط با کشاورزی بهره بردند. پایگاه آزمایشگاهی آیووا در آن زمان یکی از برترین‌ها در حوزه تحقیقات کشاورزی در میان سایر دانشگاه‌ها به‌شمار می‌رفت. واحدهای درسی عملی به صورت جدی در صدر اولویت‌های آموزشی قرار داشت و تدریس می‌شد. این واحدها به منظور آموزش بنیانی و جامع دوره‌های زراعی برای تربیت کشاورزانی زبده طراحی شده بود. این واحدها شامل زمینه‌های متعددی از مهندسی نظیر مکانیک، عمران، برق و معدن می‌شد.
در سال ۱۸۷۰ رئیس ایالت، آدونیا ولچ به همراه آی. پی رابرت، استاد تمام رشته کشاورزی، به مدت سه روز در موسسات کشاورزان واقع در سدار فالز، کونسیل بلوفس، واشینگتن و موسکتین به سر بردند. در سال‌های بعد و به ویژه در اوایل قرن بیستم، این موسسات که اولین موسسات تأسیس شده در خارج محوطه اصلی دانشگاه بودند و بر اساس سیاست‌های اهدای زمین به وجود آمده بودند، بدل به طلایه‌داران عرصه فناوری کشاورزی شدند.
در سال ۱۸۷۲ اولین دوره‌های رشته علوم اقتصادی در گرایش اقتصاد داخلی و به ویژه در شاخه اقتصاد خانواده و دانش مصرف، ارائه شد و ماری بی. ولچ، همسر رئیس ایالت، آموزش آن‌ها را بر عهده داشت. به موجب این اقدام ایالت آیووا بدل به نخستین ایالتی شد که تحت سیاست زمین‌های اهدایی توسط دولت اقدام به آموزش رشته اقتصاد داخلی در دانشکده کرده‌است.
در سال ۱۸۷۹ دانشکده علوم دامپزشکی دانشگاه آیووا به عنوان نخستین دانشکده ایالتی علوم دامپزشکی در آمریکا بنا نهاده شد. (اگرچه واحدهای مرتبط با رشته دامپزشکی از زمان تأسیس دانشگاه ایالتی آیووا آموزش داده می‌شد) این دانشکده اقدام به آموزش دوره‌های دوساله‌ای به فارغ‌التحصیلان دارای مدرک دیپلم کرد. واحدهای رشته دامپزشکی شامل بخش‌های جانورشناسی، گیاه‌شناسی، آناتومی حیوانات خانگی، زایمان حیوانات و علوم بهداشتی می‌شد.

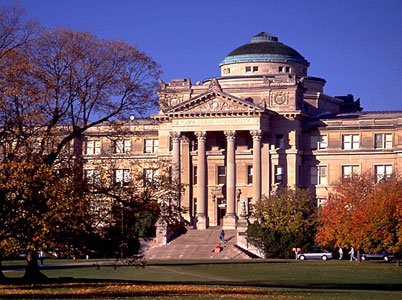
تالار بیرشیر در پاییز

ویلیام ام. بیرشیر در سال ۱۸۹۱ رئیس ایالت آیووا شد. در طول دوره او، دانشکده کشاورزی آیووا به رشد قابل توجهی دست یافت. بیرشیر برنامه‌های آموزشی جدیدی در حوزه کشاورزی تدوین کرد و اقدام او در استخدام اعضای هیئت علمی برجسته‌ای چون آنسون مارستون، لوئیز بی. سپینی، جی. بی ویمز، پری جی. هولدن و ماریا رابرتز جز نقاط عطف تاریخ دانشگاه ایالتی آیووا برشمرده می‌شود. وی همچنین ارگان‌های مدیریتی دانشگاه را گسترش داد و ساختمان‌هایی مجزا را تحت عناوین زیر به مجموعه ساختمان‌های محوطه اصلی دانشگاه افزود: تالار موریل (۱۸۹۱)، کلیسای کامپانیل (۱۸۹۹)، ساختمان قدیمی گیاه‌شناسی (۱۸۹۲) (امروزه این ساختمان با نام تالار کری چاپمن کت شناخته می‌شود) و تالار مارگارت (۱۸۹۵) که تا به امروز این ساختمان پا بر جاست. به احترام اقدامات بیرشیر، در ایالت آیووا نام ساختمان مرکزی ایالت پس از مرگ وی در سال ۱۹۲۵، به بیرشیر تغییر داده شد. در سال ۱۸۹۸ به جهت رشد محسوس دانشگاه در دوره بیرشیر، نام دانشگاه به دانشکده ایالتی کشاورزی و هنرهای مکانیکی آیووا تغییر یافت.

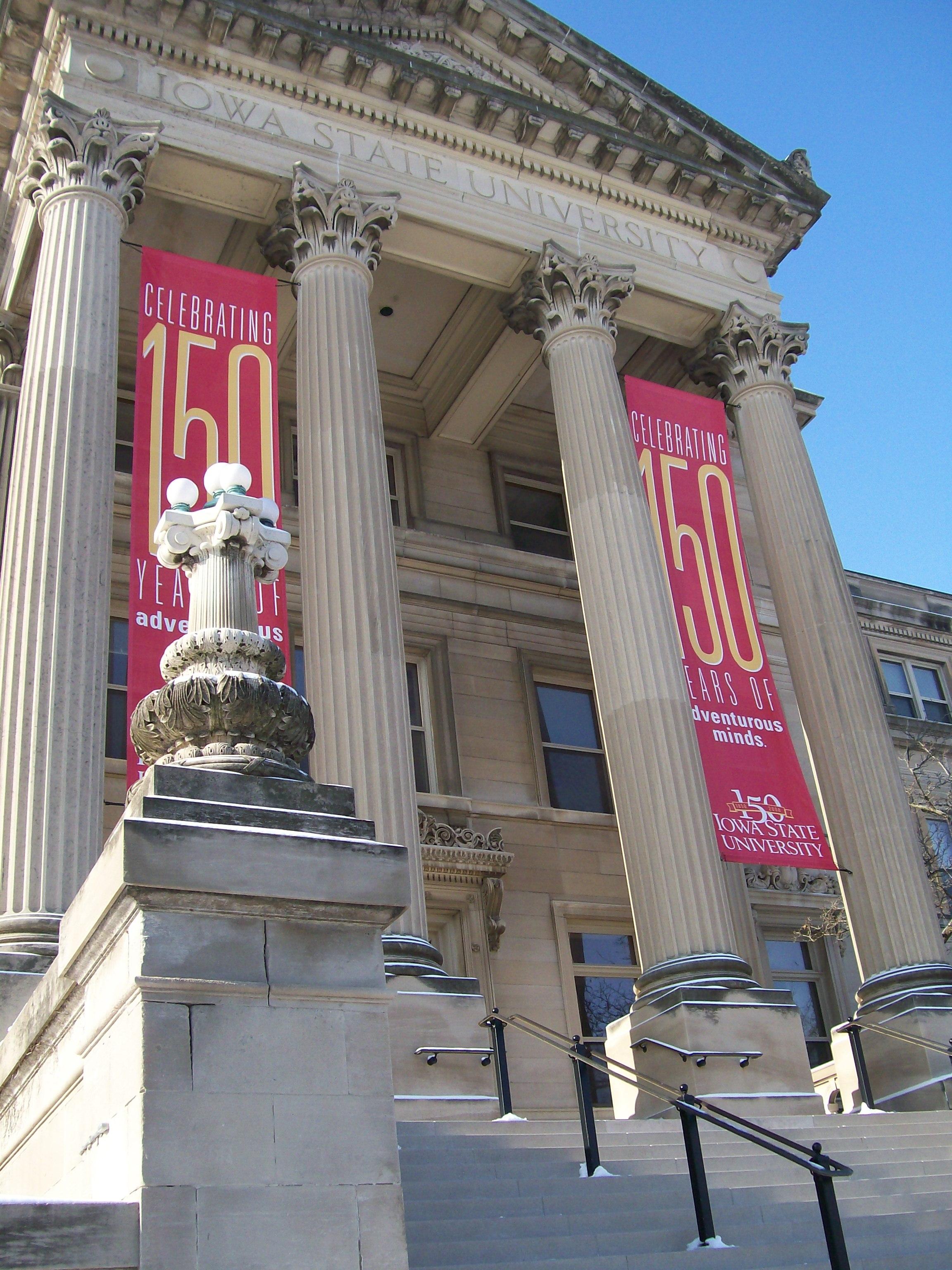
تالار بیرشیر در روز برگزاری جشن یک‌صد وپنجاهمین سالگرد تأسیس دانشگاه در سال ۲۰۰۸

امروزه تالار بیرشیر شامل این قسمت‌ها می‌شود: دفتر ریاست دانشگاه، دفتر نائب رئیس دانشگاه، دفتر خزانه‌داری، دفتر ثبت نام، دفتر امور انضباطی و دفتر کمک‌های مالی دانشجویان. تالار کت پس از مرگ عضو هیئت علمی مشهور دانشگاه آیووا، کری چاپمن کت، نام‌گذاری شد و از این ساختمان به عنوان دانشکده علم و هنر آزادی‌خواهانه استفاده می‌شود.
در سال ۱۹۱۲ نخستین دوره از سری جشن‌های سالانه دانش‌آموختگی برگزار می‌شود. ایده اولیه برگزاری چنین جشن‌هایی را استاد ساموئل بیر، یکی از اعضای «انجمن حامیان ورزشکاران» مطرح می‌کند. وی پیشنهاد می‌دهد که ایالت آیووا مراسمی سالیانه مختص اعضای هیئت علمی در جریان مسابقات فوتبال دانشگاهی، ترتیب دهد. این پیشنهاد مورد استقبال رئیس جدید ایالت آیووا، ریموند آ. پیرسون، قرار می‌گیرد و وی دستور برگزاری چنین مراسمی را می‌دهد و دو هفته مانده به مراسم از استادان و اعضای هیئت علمی دانشگاه دعوتی ویژه به عمل می‌آید: «ما در انتظار شماییم، بایستی شما حضور داشته باشید. بیایید و ببینید که شما چه دانشکده‌ای را در ایالت آیووا به وجود آورده‌اید. به هر شکل ممکن خود را برسانید.» در اکتبر ۲۰۱۲ ایالت آیووا یکصدمین جشن دانش‌آموختگی خود را در حضور تیم فوتبال CYtennial برگزار کرد.
نخستین جشن بهاره دانشگاه آیووا، ملقب به وی-شی (VEISHEA)، در ماه مه سال ۱۹۲۲ برگزار شد. والاس مک‌کی اولین رئیس هیئت مدیره کمیته مرکزی دانشگاه و فرانک دی. پاین، استاد رشته مهندسی برق، نام VEISHEA را بر اساس حرف اول لاتین نخستین گروه‌های آموزشی دانشگاه برگزیدند. V برگرفته از واژه دامپزشکی، E برگرفته از مهندسی، I برگرفته از علوم صنعتی، H برگرفته از اقتصاد خانواده و بالاخره A برگرفته از کشاورزی. در سال‌های بعدی این جشن رفته رفته خود را به عنوان یکی از بزرگ‌ترین مراسم دانشجویی در سطح کشور آمریکا معرفی کرد.
آزمایشگاه تحلیل آماری در سال ۱۹۳۳ بنا نهاده شد و جورج دابلیو. سندکور، استاد دانشکده ریاضیات، نخستین مسئول آن بود. دلیل اهمیت این آزمایشگاه به این جهت است که این آزمایشگاه نخستین مرکز پژوهشی و مؤسسه مشاوره‌ای است که در نوع خود در ایالات متحده شروع به کار کرد.
در دهه ۴۰ میلادی که دانشگاهیان در تلاش برای فراهم آوردن روش‌های سریع‌تر محاسباتی و بهبود وسایل محاسباتی بودند، استاد دانشکده ریاضیات و فیزیک دانشگاه ایالتی آیووا، جان ویسنت آتاناسوف، مبانی نظری ایده نخستین کامپیوتر الکترونیکی دیجیتالی جهان را پایه‌ریزی کرد و کامپیوتر آتاناسوف-بری (ABC) طی سفرهای آتاناسوف به ایلینوی در سال ۱۹۳۷ معرفی شد. این کامپیوتر بر پایه سیستم محاسباتی مبنای دو کار می‌کرد و ساختار کامپیوتر متشکل از توابع حافظه‌ای و استوانه حافظه احیاگر مجزا بود. در سال ۱۹۳۹ از نمونه آزمایشگاهی این کامپیوتر با همراهی دانشجوی فارغ‌التحصیل دانشکده، کلیفورد بری، در زیرزمین ساختمان دانشکده فیزیک دانشگاه رونمایی شد.
در طول جنگ جهانی دوم، دانشگاه ایالتی آیووا یکی از ۱۳۱ مؤسسه آموزشی ملی بود که در برنامه آموزشی ساخت ناو V-12، که برنامه‌ای جهت آشنا ساختن دانشجویان با چگونگی ساخت ناوها بود، شرکت کرد.

### تبدیل شدن به دانشگاه

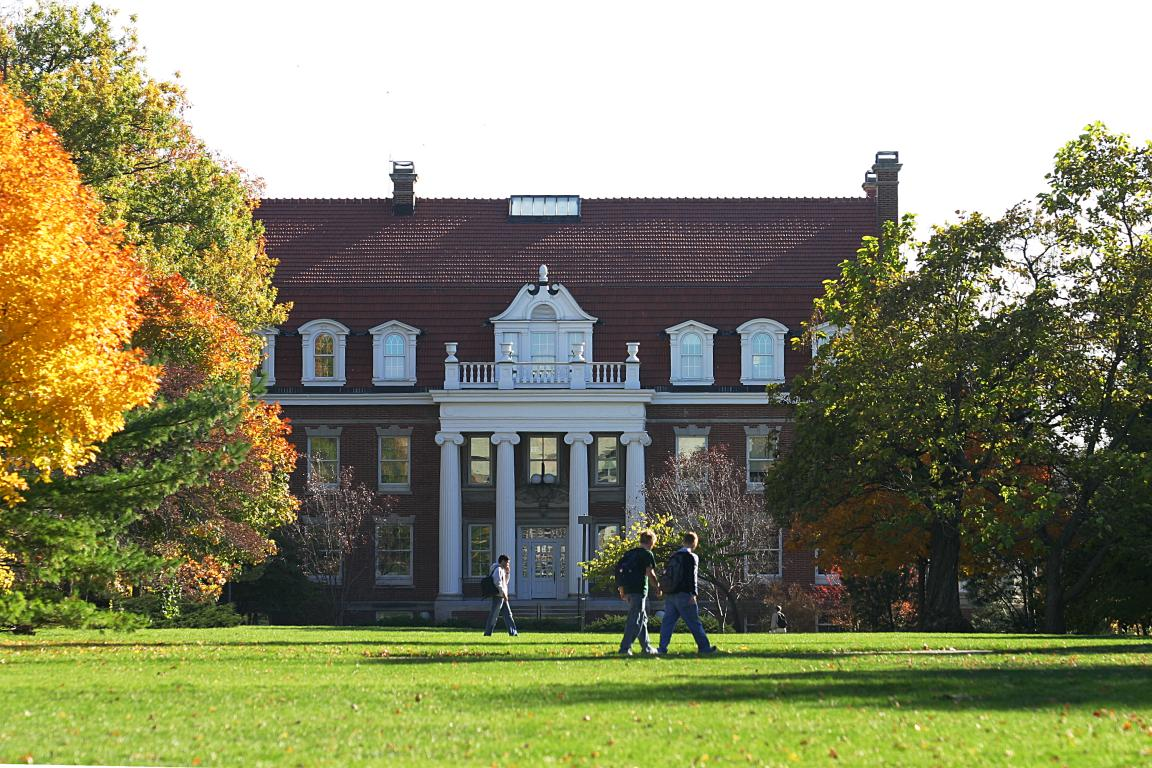
ساختمان خدماتی ثبت نام دانشجویان (تالار قدیمی فارغ‌التحصیلان)

در چهارم ژوئیه ۱۹۵۹ دانشکده ایالتی کشاورزی و فنی-مهندسی آیووا به‌طور رسمی به دانشگاه ایالتی علم و صنعت آیووا تغییر نام داد. نام کوتاه متداول آن «دانشگاه ایالتی آیووا» است که حتی گاهی در مراسلات رسمی نیز از آن استفاده می‌شود.
نام‌های رسمی دانشکده‌های این دانشگاه به ترتیب زمانی شکل‌گیری عبارت‌اند از: دانشکده کشاورزی، دانشکده مهندسی، دانشکده اقتصاد خانواده، دانشکده علوم انسانی و دانشکده علوم دامپزشکی.
این هشت دانشکده دانشگاه ایالتی آیووا، امروزه برگزارکننده بیش از ۱۰۰ دوره آموزشی در مقطع کارشناسی و ۲۰۰ دوره آموزشی در مقاطع تحصیلات تکمیلی و درجات تحصیلی پیشرفته است. همچنین برنامه آموزشی در ISU دربرگیرنده آموزش حرفه‌ای هنرهای آزادی‌خواهانه و برخی از شاخه‌های آموزشی نوین، نظیر علوم بیولوژیکی و فیزیک نوین می‌شود.
دست‌آوردها و پیشرفت‌های دانشگاه ایالتی آیووا که در سطح جهانی مطرح شده‌اند، در حوزه‌های علوم انسانی، علوم اجتماعی، علوم اقتصادی و علوم محیط زیستی قابل توجه هستند. همچنین تحقیقات صورت گرفته در زمینه مهندسی پزشکی و کاربردهای صنعتی، ترکیبات و ساختارهای نوینی از مواد را معرفی کرده‌است. از دیگر زمینه‌هایی که دانشگاه ایالتی آیووا در آن پیشگام است می‌توان به علوم تغذیه، سلامت و بهداشت روان انسان‌ها و حیوانات، حمل و نقل، سلامت غذا و امینیت، علوم پزشکی جانوران و گیاهان، علوم ارتباطات، دانش اطلاعات و تصمیم‌سازی و انرژی‌های تجدیدپذیر اشاره کرد. در زمینه فناوری، اختراعات و نوآوری‌های صورت گرفته در زمینه نخستین کامپیوترهای مبتنی بر سیستم دودویی (ABC) و همچنین فناوری‌های قرارگاه نظامی Maytag blue cheese انکارناپذیر است.
قرارگیری محوطه دانشگاهی در زمینی به مساحت ۸٫۱ کیلومتر مربع در مکانی دنج و مناسب، باعث شد تا در زمان توسعه دانشگاه و افزوده شدن دانشکده‌های جدید، رشد دانشگاه متوقف نشود و امکان گشایش رشته‌های جدید فراهم باشد. دانشکده کشاورزی دانشگاه ایالتی آیووا به خاطر برنامه‌های تحقیقاتی جامع و میان‌رشته‌ای انجام گرفته در آن، امروزه در سطح جهان جز برترین‌ها به‌شمار می‌رود. همچنان نیز این دانشکده در حال رشد است و در ترم پاییز سال ۲۰۱۳ با ثبت نام ۳۳٬۲۴۱ دانشجو در این دانشکده، رکورد جدید دیگری از خود بر جای گذاشت.

### گاه‌شمار تاریخی روی‌دادها

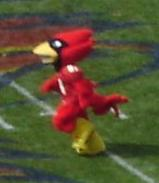
نماد شانس دانشگاه ایالتی آیووا Cy

روی‌دادهای شاخص مرتبط با دانشگاه به ترتیب زمانی در جدول زیر آمده‌است.
| سال  | روی‌داد |
| ---- | --- |
| ۱۸۵۶ | مجلس عوام ایالت آیووا قانون تأسیس دانشکده ایالتی کشاورزی را تصویب می‌کند.                                                                                               |
| ۱۸۵۹ | شهرستان استوری به عنوان محل احداث دانشکده انتخاب می‌شود. |
| ۱۸۶۰ | ساخت‌وساز دانشکده با اولین ساختمان محوطه دانشگاهی، خانه کشاورزی، شروع می‌شود.                                                                                            |
| ۱۸۶۲ | قوانین سال ۱۸۶۲ مربوط به سیاست‌های اهدای زمین اجرایی می‌شود. دانشکده به دانشکده ایالتی کشاورزی آیووا تغییر نام می‌دهد.                                                    |
| ۱۸۶۹ | اولین دوره آموزش تحصیلات تکمیلی وارد دانشگاه ایالتی آیووا می‌شوند. |
| ۱۸۷۵ | نخستین اتحادیه ملی با نام Delta Tau Delta در دانشکده افتتاح می‌شود. |
| ۱۸۷۶ | قبرستان دانشگاه آغاز به کار می‌کند. این قبرستان یکی از معدود قبرستان‌های دایر در محوطه دانشگاهی در سطح ایالات متحده آمریکا به‌شمار می‌رود.                                 |
| ۱۸۷۷ | نخستین انجمن ملی زنان خیر با نام Pi Beta Phi در دانشکده افتتاح می‌شود.                                                                                                  |
| ۱۸۷۹ | دانشکده علوم دامپزشکی به طور رسمی از سایر بخش‌ها جدا شده و آغاز به کارمی‌کند. این دانشکده در نوع خود نخستین دانشکده در ایالات متحده به‌شمار می‌رود.                        |
| ۱۸۹۰ | روزنامه دانشجویی «دانشجوی دانشکده کشاورزی آیووا» تأسیس می‌شود. بعدها به نام روزنامه ایالت آیووا تغییر نام می‌دهد.                                                        |
| ۱۸۹۵ | تیم فوتبالی به نام «نویسندگان شیکاگو اسپرت» تشکیل می‌شود که بدل به رقیب تیم دانشگاه شمال‌غرب آیووا می‌شود.                                                                |
| ۱۸۹۸ | دانشکده به گروه‌های کشاورزی، فنی-مهندسی، علوم پایه و فلسفه و علوم دامپزشکی تفکیک می‌شود.                                                                                 |
| ۱۸۹۸ | دانشکده به دانشکده ایالتی کشاورزی و هنرهای مکانیکی (فنی-مهندسی) آیووا تغییر نام می‌دهد.                                                                                 |
| ۱۹۰۵ | نخستین برنامه درسی تحت عنوان مهندسی کشاورزی در آیووا منتشر می‌شود. |
| ۱۹۱۲ | نخستین جشن آیین دانش‌آموختگی در ایالت آیووا برگزار می‌شود. |
| ۱۹۱۳ | خیابان‌های دانشکده سنگ‌فرش می‌شود. |
| ۱۹۲۲ | آیین جشن‌های بهاره پایه‌گذاری می‌شود. |
| ۱۹۲۳ | در جریان بازی فوتبال با تیم دانشگاه مینه‌سوتا، جک تریس به شدت مجروح می‌شود.                                                                                              |
| ۱۹۳۳ | نخستین آزمایشگاه تحلیل آماری در سرتاسر ایالات متحده تأسیس می‌شود. |
| ۱۹۳۹ | کامپیوتر آتاناسوف-بری (ABC) اختراع می‌شود. این کامپیوتر نخستین کامپیوتر الکترونیکی دیجیتال جهان به‌شمار می‌رود.                                                           |
| ۱۹۴۵ | برای کمک به پروژه منهتن، تولید اورانیوم بسیار خالص در دانشگاه به ۲ میلیون پوند می‌رسد.                                                                                  |
| ۱۹۴۷ | آزمایشگاه ایمز توسط کمیسیون انرژی اتمی ایالات متحده آمریکا تأسیس می‌شود.                                                                                                |
| ۱۹۵۰ | شبکه تلویزیونی WOI به عنوان نخستین پایگاه تلویزیونی تبلیغاتی زیر نظر دانشگاه در ایالات متحده تأسیس می‌شود. این پایگاه در سال ۱۹۹۴ به فروش می‌رسد.                        |
| ۱۹۵۴ | نماد Cy بدل به نماد شانس ایالت آیووا می‌شود. |
| ۱۹۵۹ | رهبر وقت شوروی، نیکیتا خروشچف، از دانشگاه بازدید می‌کند. |
| ۱۹۵۹ | رآکتور هسته‌ای-آموزشی ۱۵۰ تنی، ۱۰ کیلوواتی ساخته می‌شود. رآکتور در سال ۲۰۰۰ از چرخه فعالیت کنار گذاشته شده و از محیط دانشگاهی حذف می‌شود.                                 |
| ۱۹۵۹ | دانشگاه به نام دانشگاه ایالتی علم و صنعت آیووا تغییر نام می‌دهد. |
| ۱۹۵۹ | گروه‌های دانشکده سابق، هر یک به یک دانشکده مجزا تبدیل می‌شوند: دانشکده کشاورزی، دانشکده فنی-مهندسی، دانشکده اقتصاد خانواده، دانشکده علوم انسانی و دانشکده علوم دامپزشکی. |
| ۱۹۶۲ | ثبت‌نام کنندگان در دانشگاه به ۱۰٬۰۰۰ دانشجو می‌رسند. |
| ۱۹۶۶ | ثبت‌نام کنندگان در دانشگاه به ۱۵٬۰۰۰ دانشجو می‌رسند. |
| ۱۹۶۸ | دانشکده آموزش تأسیس می‌شود. |
| ۱۹۷۴ | کارگاه تعمیر و نگه‌داری در ساختمان Memorial Union تأسیس می‌شود. |
| ۱۹۷۹ | دانشکده طراحی و مد تأسیس می‌شود. |
| ۱۹۸۴ | دانشکده بازرگانی تأسیس می‌شود. |
| ۱۹۸۸ | نخستین شورش در جریان جشن‌های بهاره VEISHEA اتفاق می‌افتد. |
| ۱۹۹۲ | دومین شورش در جریان جشن‌های بهاره VEISHEA اتفاق می‌افتد. |
| ۱۹۹۵ | باغ‌های رایمن تأسیس می‌شوند. |
| ۱۹۹۷ | نسخه کپی شده از کامپیوتر آتاناسوف-بری تهیه می‌شود و در تور سرتاسری ایالات متحده به نمایش درمی‌آید.                                                                       |
| ۱۹۹۹ | قسمت مرکزی محوطه اصلی دانشگاه توسط انجمن معماران مناظر طبیعی آمریکا به عنوان «مجتمعی زینتی» برگزیده می‌شود.                                                             |
| ۲۰۰۴ | برای سومین بار جشن‌های بهاره همراه با شورش می‌شود. |
| ۲۰۰۵ | دانشکده آموزش و دانشکده خانواده در هم ادغام می‌شوند و دانشکده علوم انسانی را تشکیل می‌دهند.                                                                              |
| ۲۰۰۶ | آیین جشن‌های بهاره بعد از منحل شدن در سال ۲۰۰۵، دوباره از سر گرفته می‌شود. در میان دانشگاهیان این یک موفقیت بزرگ به‌شمار می‌رود.                                           |
| ۲۰۰۷ | آغاز جشن یک‌صد و پنجاه سالگی دانشگاه با آیین جشن بهاره گره می‌خورد و در این جشن کیک تولدی بالغ بر ۲۰٬۰۰۰ قسمت توزیع می‌شود.                                               |
| ۲۰۰۸ | جشن یک‌صد و پنجاه سالگی دانشگاه |
| ۲۰۰۹ | بیست و پنجمین سالگرد تأسیس دانشکده بازرگانی برگزار می‌شود. |
| ۲۰۱۲ | جشن مخصوصی به مناسبت گذشت یک قرن از آغاز آیین دانش‌آموختگی برگزار می‌شود.                                                                                                |
| ۲۰۱۴ | به جهت اعلام تعطیلی آیین جشن‌های بهاره، شورش به راه می‌افتد. |

## امور تحصیلی

### دانشکده‌ها و گروه‌های آموزشی
دانشگاه ایالتی آیووا دارای هشت دانشکده اصلی و دو گروه آموزشی مستقل است که برگزارکننده دوره‌هایی آموزشی به این شرح است: ۱۰۰ برنامه آموزشی در مقطع کارشناسی، ۱۱۲ برنامه آموزشی در مقطع کارشناسی ارشد و ۳۸ طرح آموزشی در سطح دکتری. همچنین دانشگاه دارای یک برنامه پیشرفته و تخصصی در حوزه علوم دامپزشکی است.
دو گروه یادشده عبارت‌اند از:
- گروه آموزشی روزنامه‌نگاری و ارتباطات «گرین‌لی» (زیرمجموعه دانشکده علم و هنر آزادی‌خواهانه)
- گروه آموزشی آموزش (زیرمجموعه دانشکده علوم انسانی)

### رتبه‌بندی
دانشگاه ایالتی آیووا در رتبه‌بندی میان دانشگاه‌های دولتی ایالات متحده آمریکا، در بین پنجاه دانشگاه نخست جای دارد. عمده شهرت این دانشگاه به واسطه رشته‌های کشاورزی، فنی-مهندسی و علوم پایه است. در رتبه‌بندی موسسات آموزشی پژوهش‌محور در دوره دکتری که توسط سازمان کارنگی صورت می‌گیرد، دانشگاه ایالتی آیووا در هر سال چیزی نزدیک به سی‌صد میلیون دلار بورس تحصیلی اعطا می‌کند.
دانشگاه آیووا یکی از شصت و دو عضو منتخب انجمن دانشگاه‌های آمریکایی است که در رتبه‌بندی تحقیقات و پژوهش‌های عمومی و اختصاصی در سطح ایالات متحده و کانادا، جز برترین‌ها به‌شمار می‌رود.
رتبه این دانشگاه در میان دانشگاه‌های دولتی بر اساس نظر مجله یواس نیوز اند ورلد ریپورت (اخبار و گزارش‌های جهانی ایالات متحده)، یک‌صدویک و بر اساس نظر پایگاه ماهانه واشینگتن، بیست‌ویکم است. در رتبه‌بندی تخصصی در حوزه رشته‌های فنی-مهندسی، با توجه به سقف تحصیلات عالی این دانشگاه که دکتری در هر یک است، رشته مهندسی کشاورزی دانشگاه ایالتی آیووا در بین سه رشته اول در میان دانشگاه‌های ایالات متحده قرار دارد. رشته مهندسی هوافضا در بین دانشگاه‌های دولتی سیزدهم و در کل هیجدهم است. رشته‌های مهندسی شیمی و مهندسی عمران هر دو در میان دانشگاه‌های دولتی سیزدهم و در کل بیستم هستند. رشته مهندسی مواد در بین دانشگاه‌های دولتی یازدهم و در کل هفدهم است.
گروه مستقل روزنامه‌نگاری و ارتباطات «گرین‌لی» دانشگاه به جهت قرارگیری در سطح نخست در میان سایر دانشکده‌های مرتبط با علوم روزنامه‌نگاری و ارتباطات جمعی، جایگاه درخوری دارد و به عنوان یکی از گروه‌های پیشتاز پژوهشی در حوزه خود در سطح ایالات متحده به‌شمار می‌رود و بر اساس نظر پایگاه AEJMC، رتبه بیست‌وسوم را داراست.
بر پایه رتبه‌بندی بنیاد ملی علوم، دانشگاه ایالتی آیووا در بخش میزان هزینه‌های صرف‌شده برای پژوهش و توسعه در حوزه علوم پایه و مهندسی در میان دانشگاه‌های دولتی، دارای رتبه نودوچهار و در کل دارای رتبه هفتادوهشت است. در حال حاضر دانشگاه ایالتی آیووا رده دوم را از منظر صدور مجوزهای مرتبط با مالکیت ایده‌ها و اختراعات و رتبه پنجم را در حوزه درآمدزایی حاصل از مدارک علمی دارد.

### کتابخانه پارکس
کتابخانه دابلیو. رابرت و الن سورگ پارکس دارای بیش از دو میلیون کتاب و بالغ بر ۹۸٫۶۰۰ مقاله و پایان‌نامه است. نام این کتابخانه به احترام دابلیو. رابرت پارکس (۱۹۱۵–۲۰۰۳) یازدهمین رئیس دانشگاه ایالتی آیووا و همسرش، الن سورگ پارکس، در سال ۱۹۸۴، به کتابخانه پارک تغییر یافت. بخش مرکزی این کتابخانه در سال ۱۹۲۵ ساخته و در سال‌های ۱۹۶۱، ۱۹۶۹ و ۱۹۸۳ بخش‌های جدیدی بر آن افزوده شد.
کتابخانه پارکس دربردارنده مجموعه‌ای بزرگ از پژوهش‌ها و اطلاعات آموزشی است که به تمامی دانشجویان خدمت‌رسانی می‌کند. ساختمان‌های این کتابخانه عبارت‌اند از: ساختمان مرکزی کتابخانه پارکس، کتابخانه الکترونیکی (e-Library)، کتابخانه علوم دامپزشکی، دو سالن مطالعه (مختص رشته‌های ریاضیات و طراحی) و مخزن نگه‌داری کتاب‌ها. همچنین این کتابخانه خدماتی برای عموم مردم نیز ارائه می‌کند؛ از جمله این خدمات می‌توان به مرکز ارتباطات و آموزش، طرح «میز گردان» و مرکز رسانه‌ای (شامل مجموعه‌ای از نقشه‌ها، تجهیزات سمعی-بصری، میکروفیلم‌ها و آرشیوی از جزوات و منابع دروس دانشگاهی) اشاره کرد.
دسترسی به کتابخانه الکترونیکی از طریق اینترنت در اختیار دانشجویان است و همچنین از طریق شبکه اینترنت داخلی دانشگاه نیز دانشجویان می‌توانند مقالات و کتب الکترونیکی مد نظر خود را دریافت کنند.

## دانش آموختگان
1. عیسی کلانتری دکترای فیزیولوژی و بیوشیمی محصولات زراعی(۱۹۷۸-۱۹۸۱)

## نگارخانه

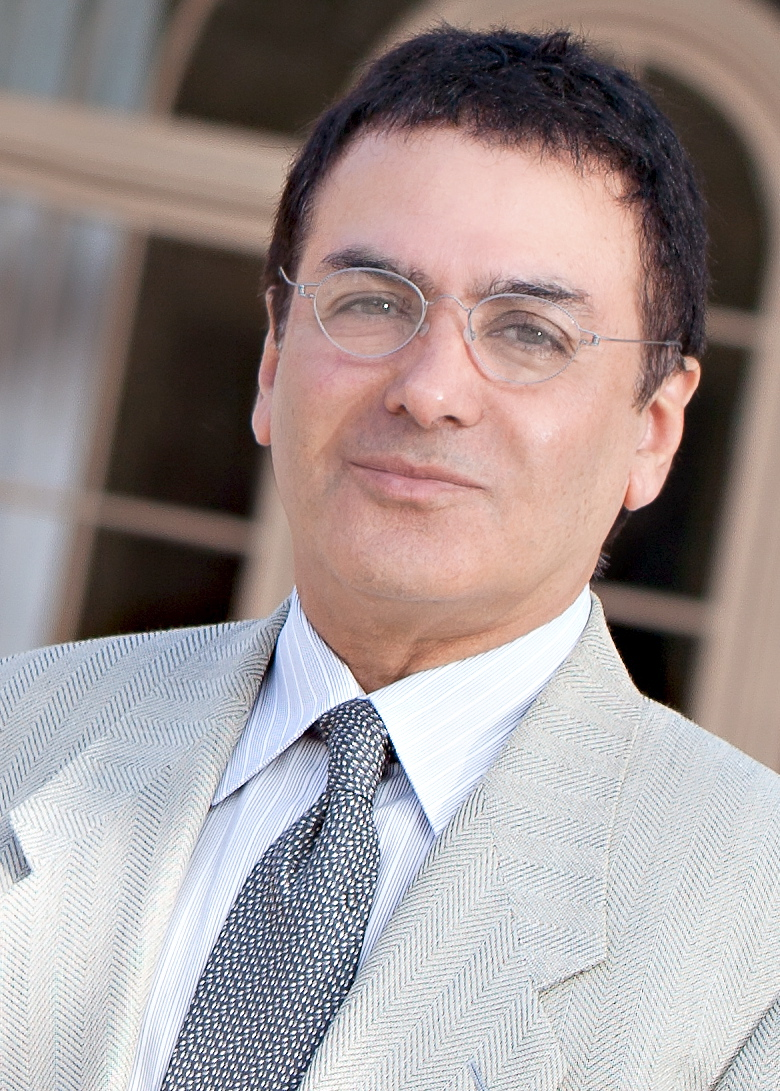
فیروز نادری
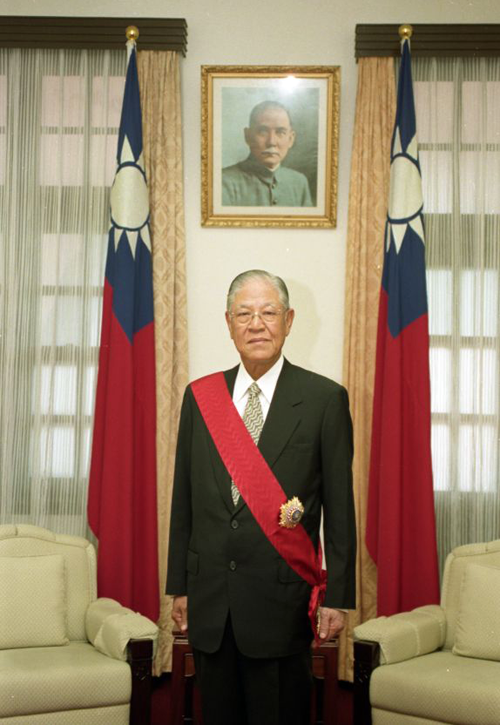
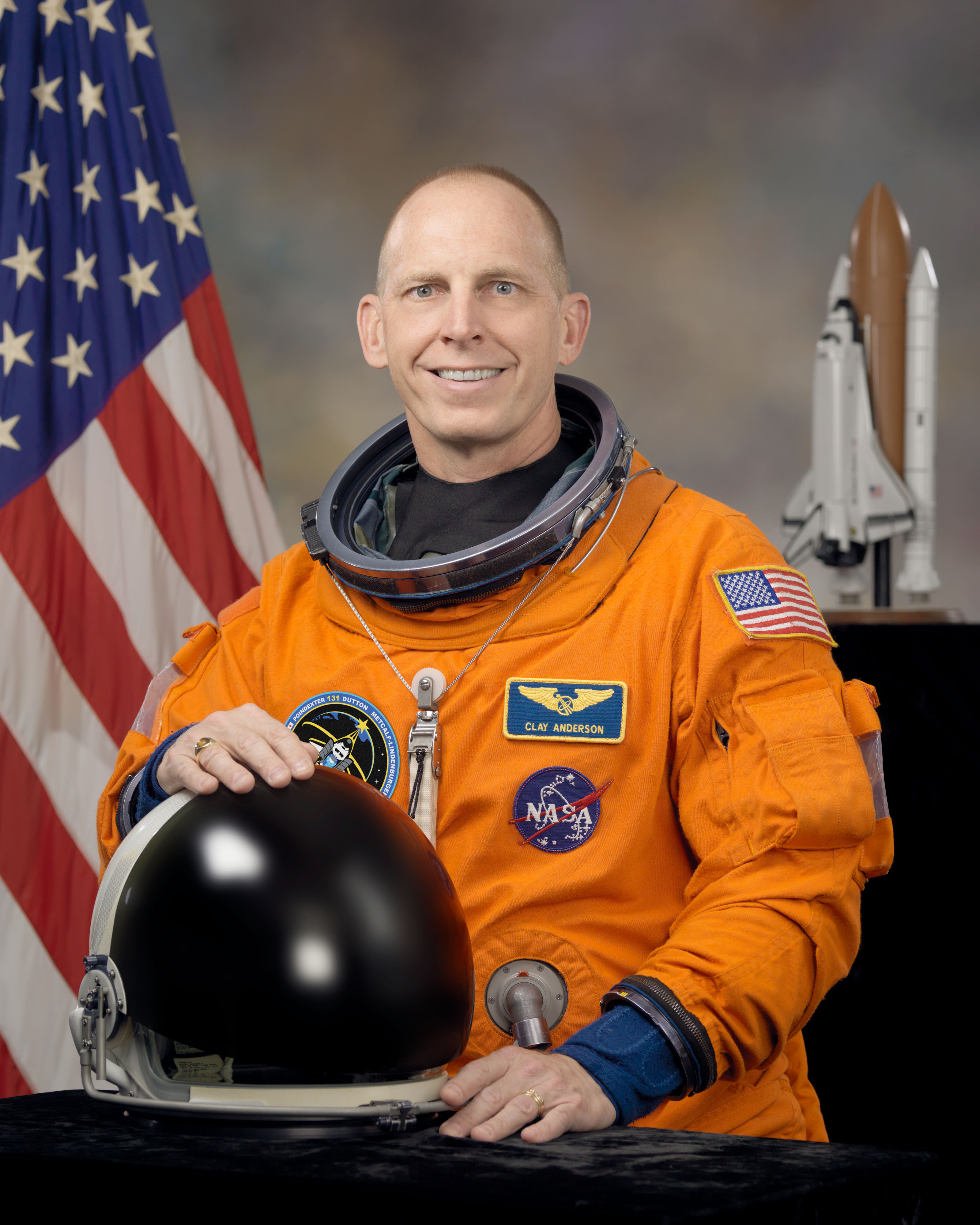
کلایتون اندرسون
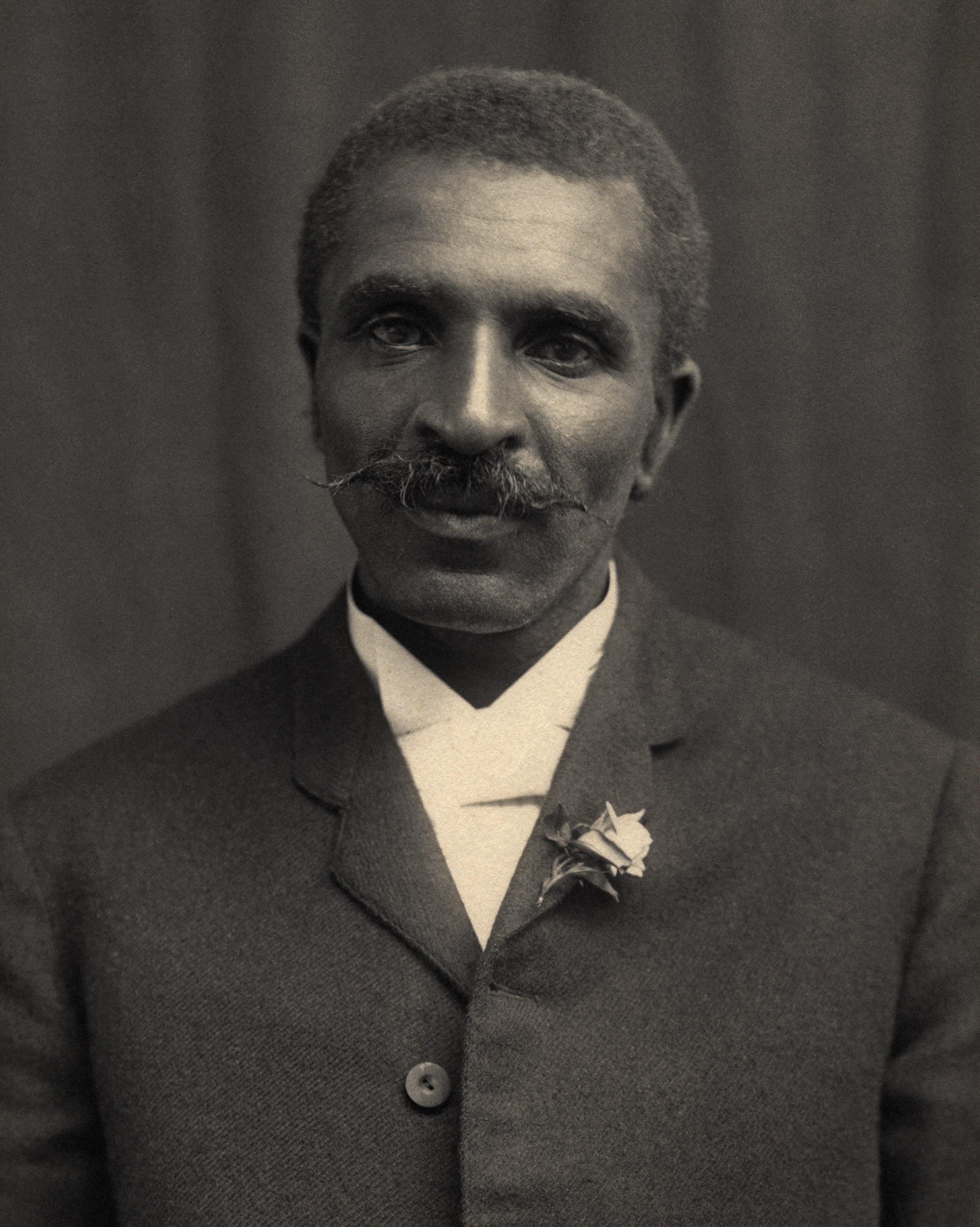
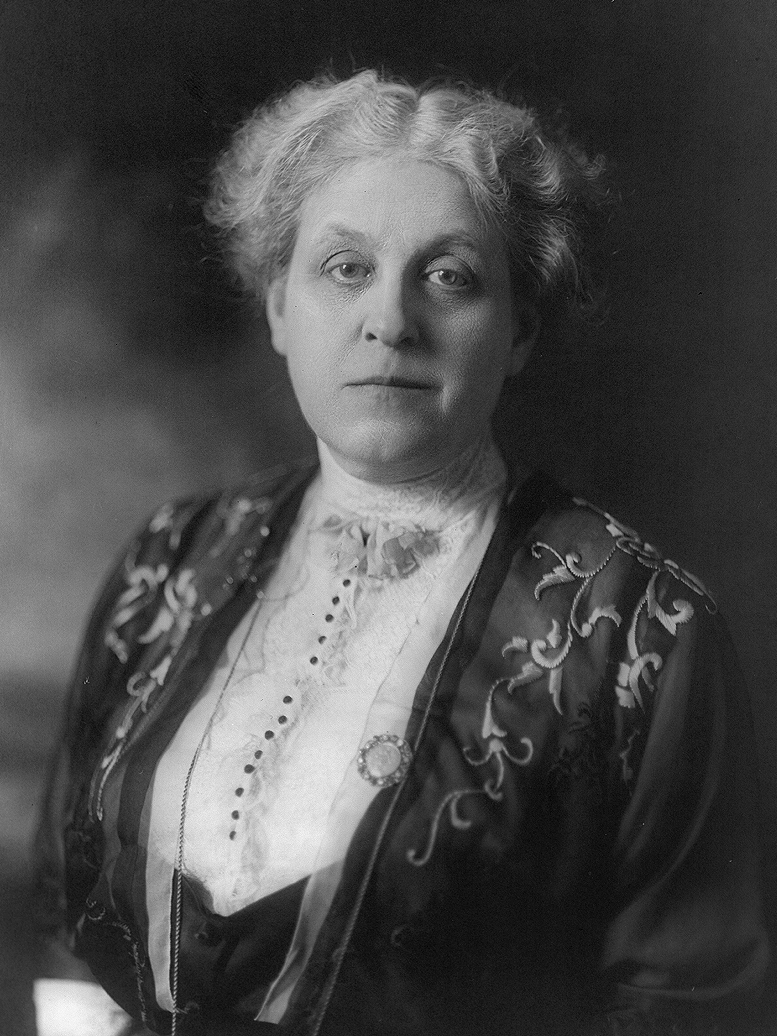
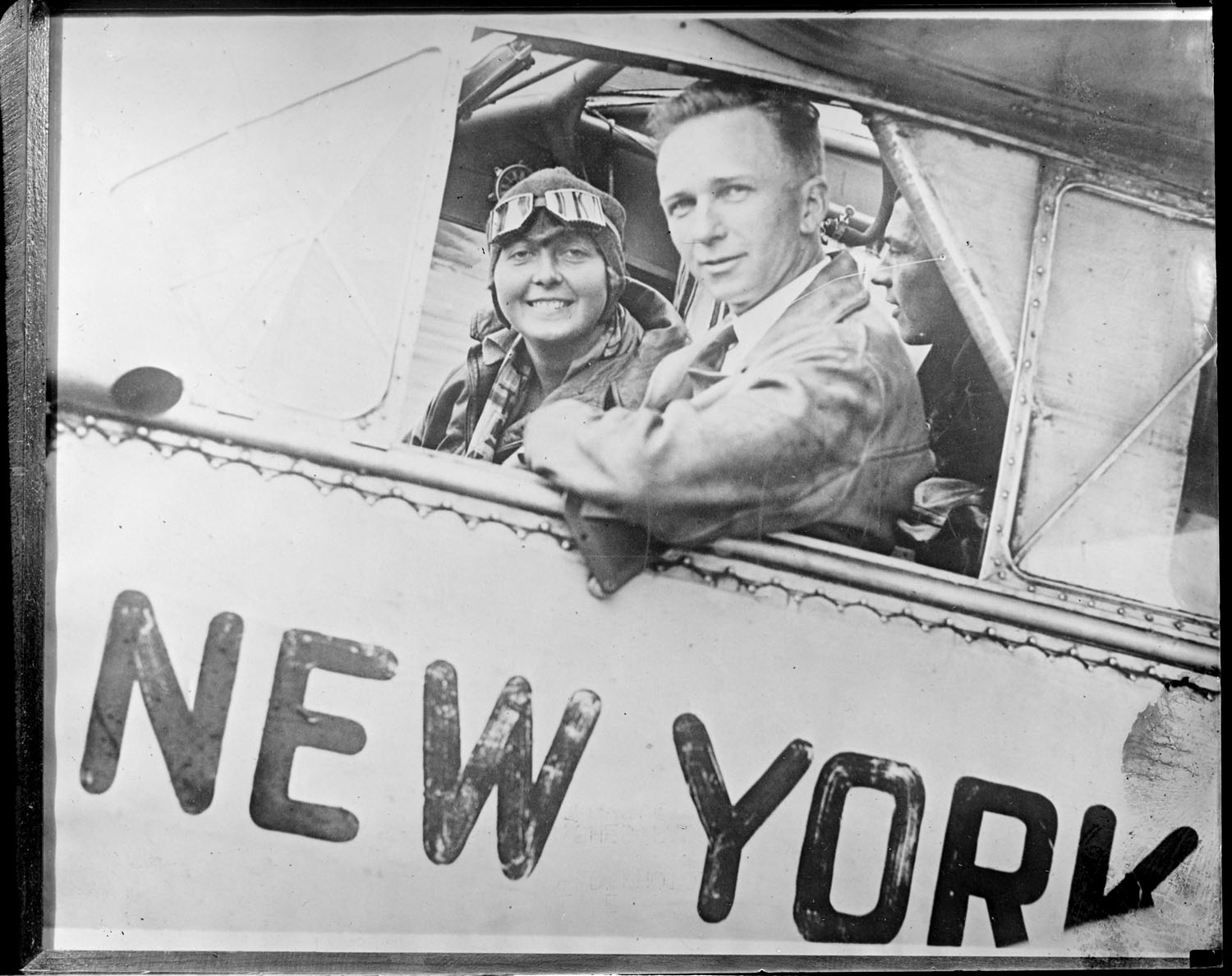
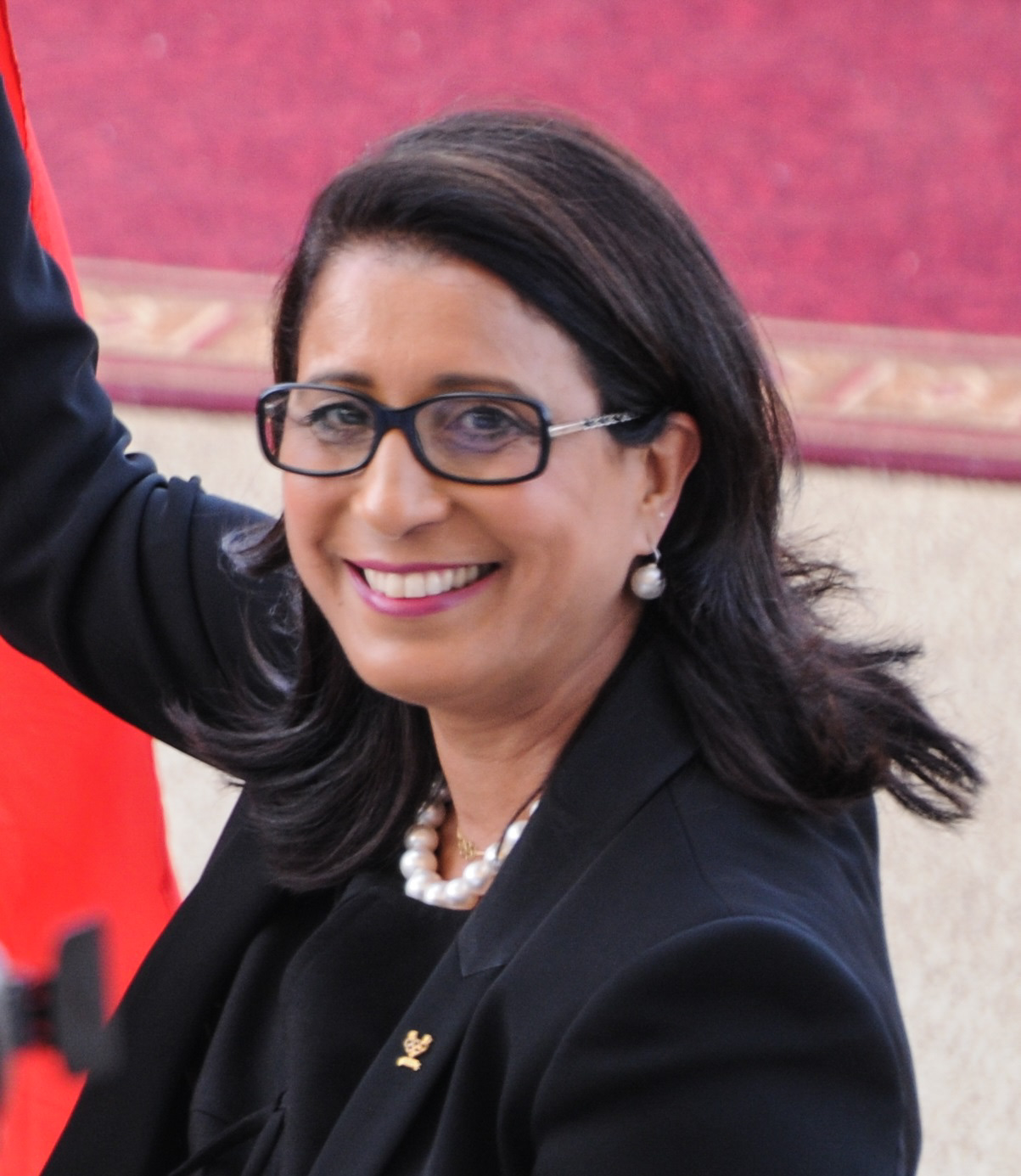
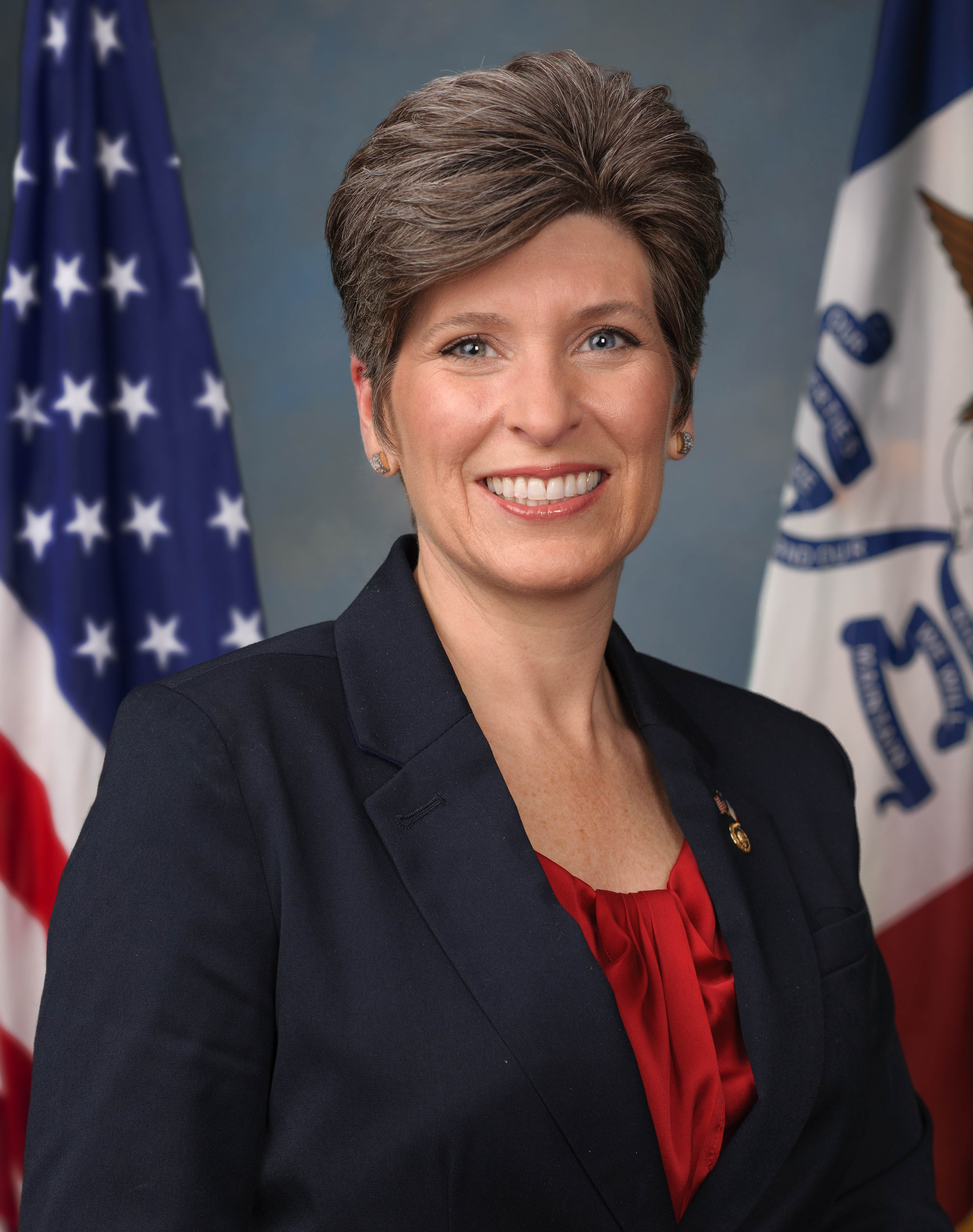
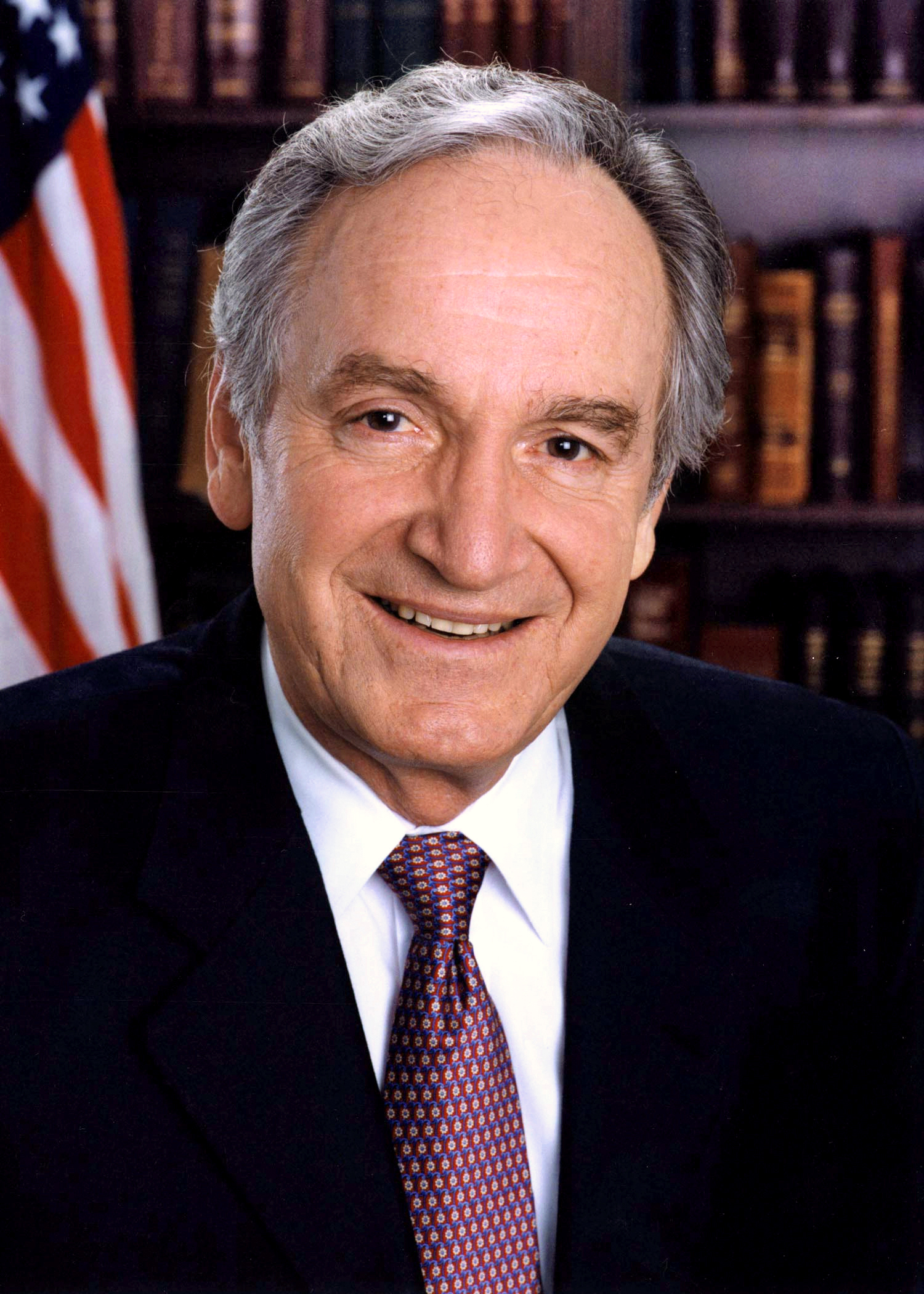
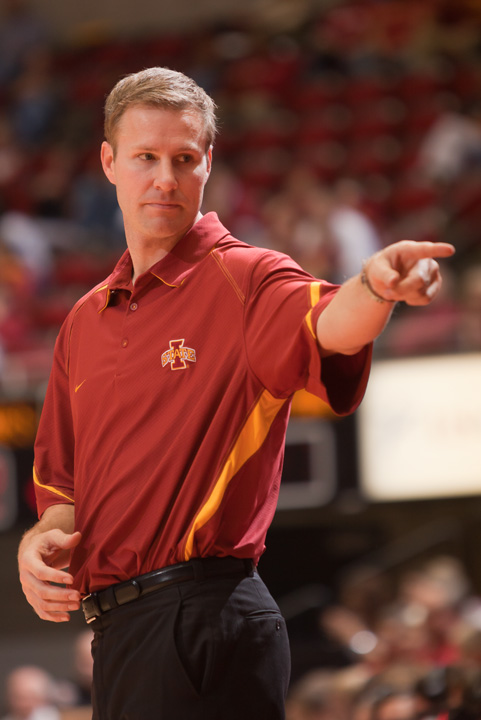
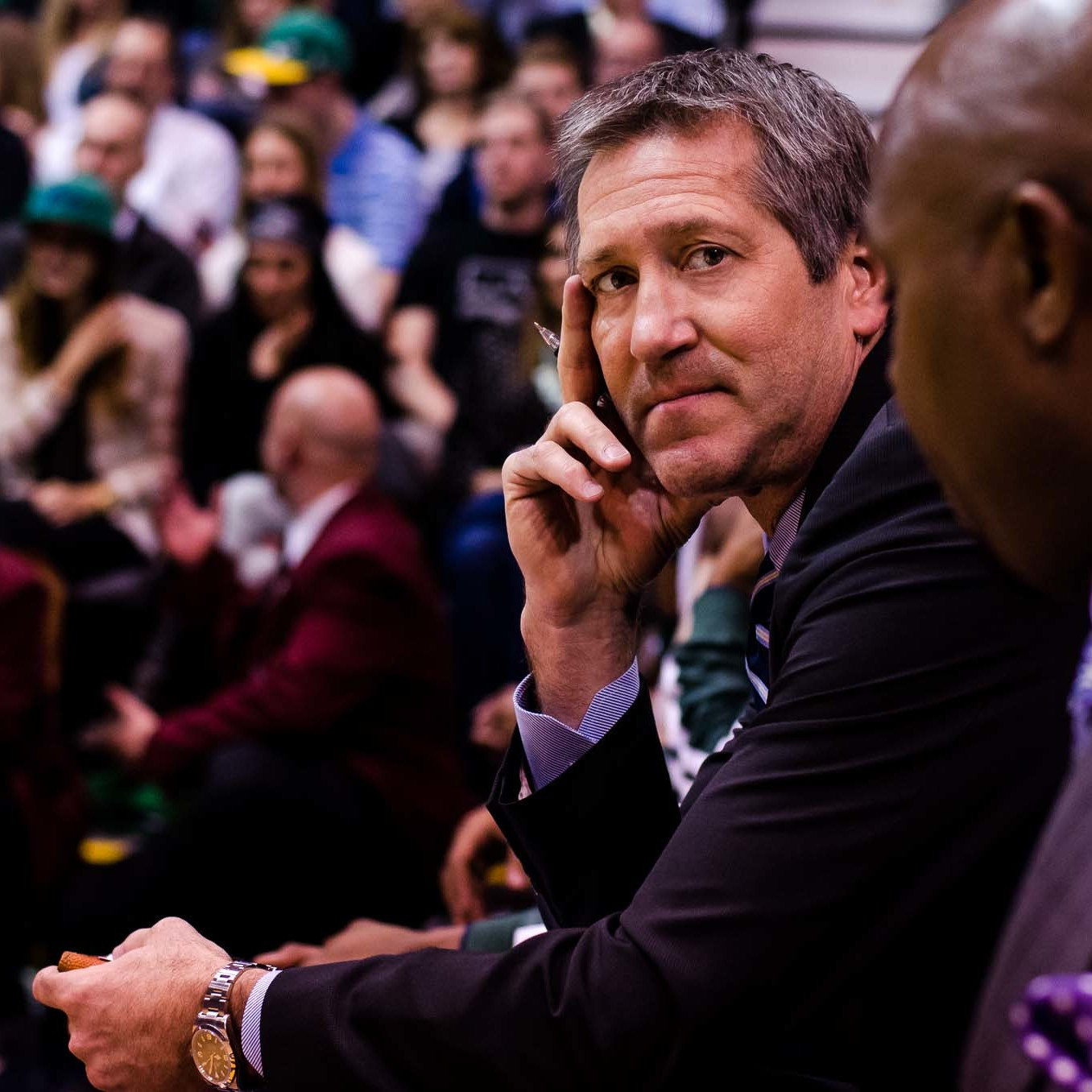
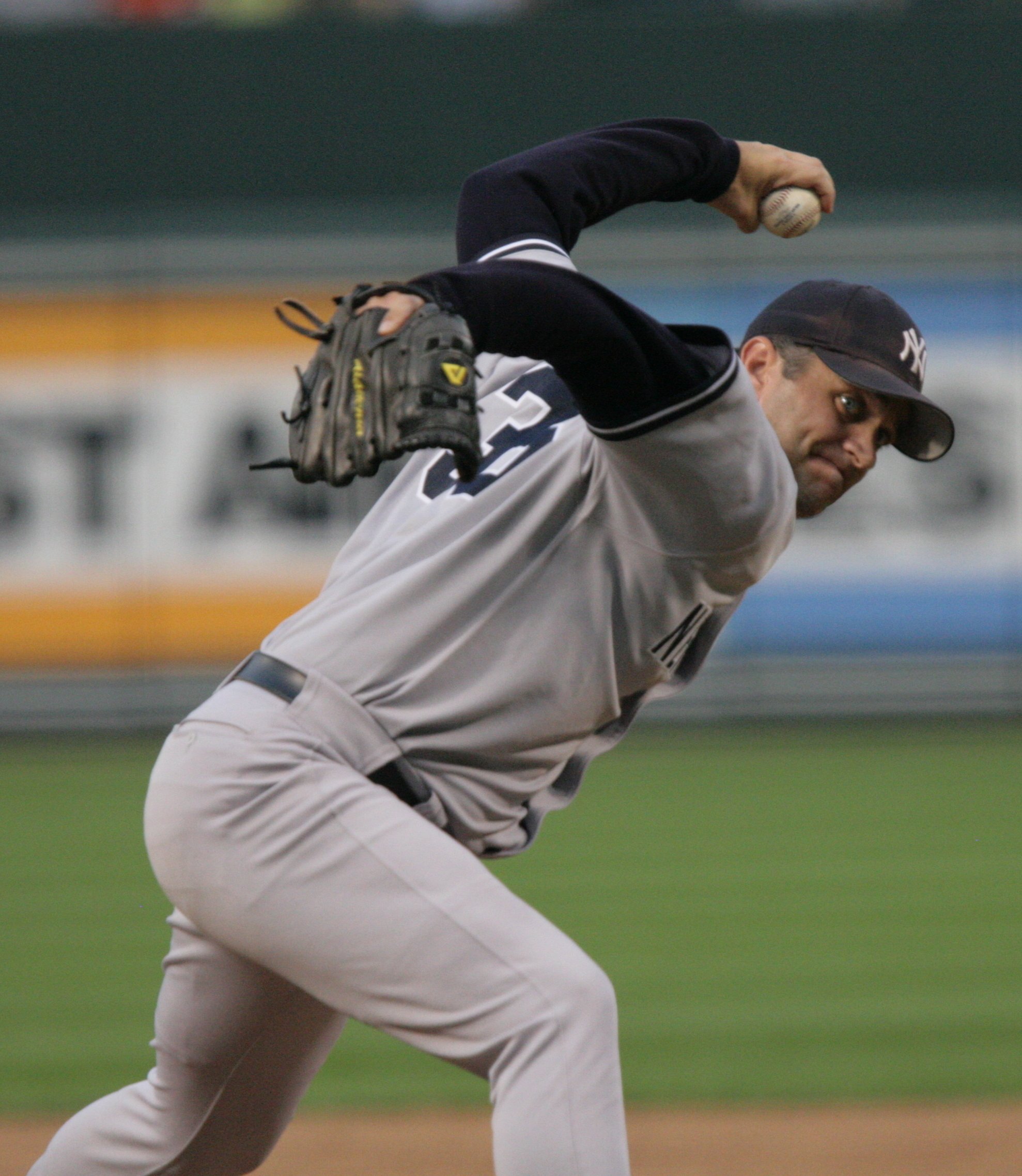
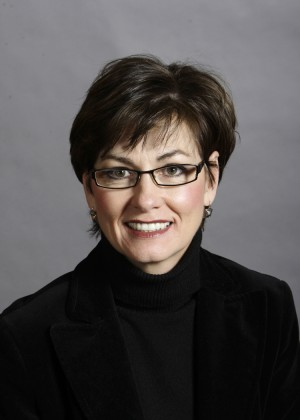
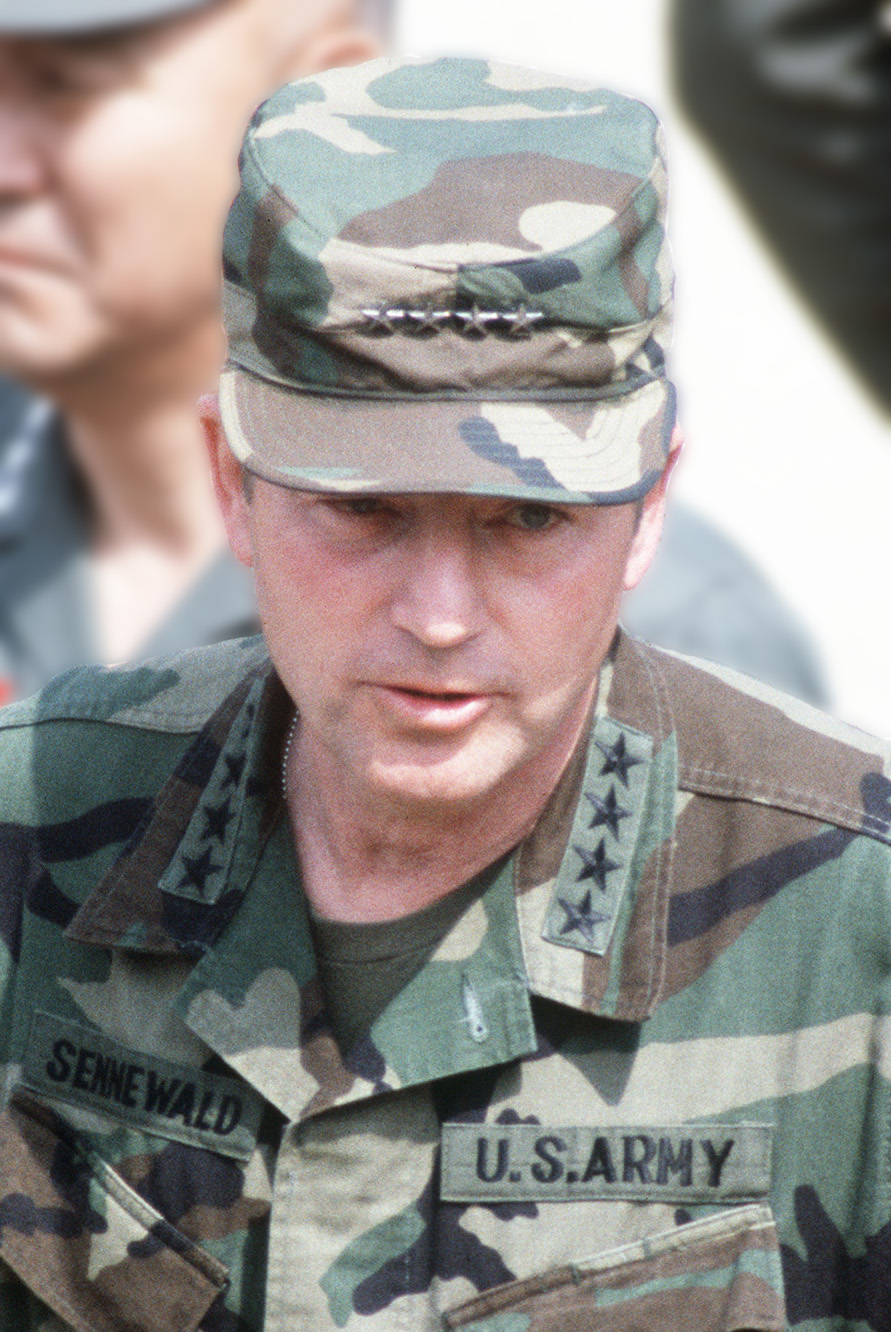
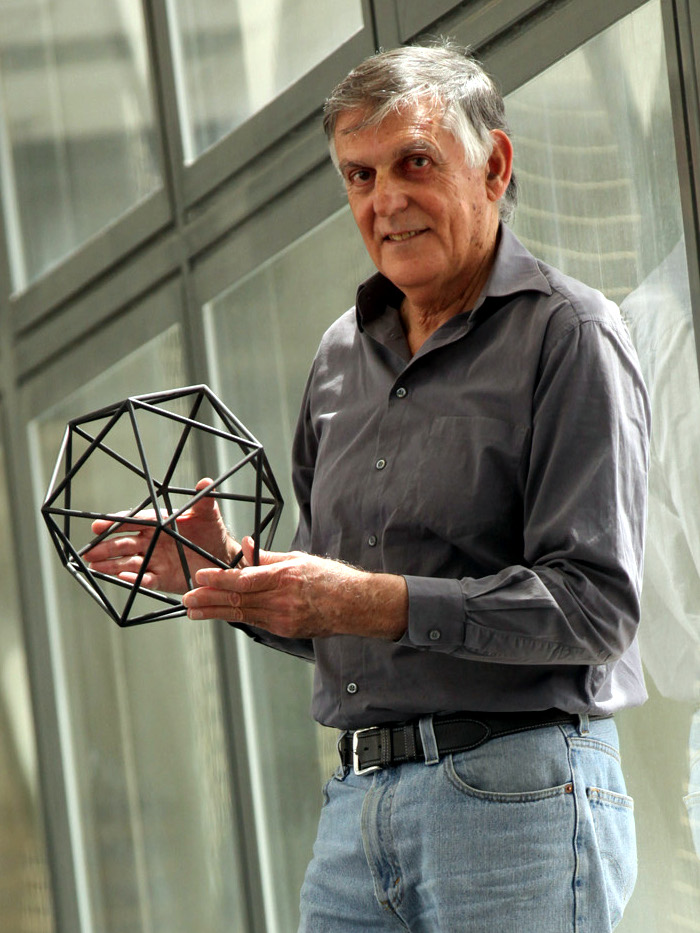
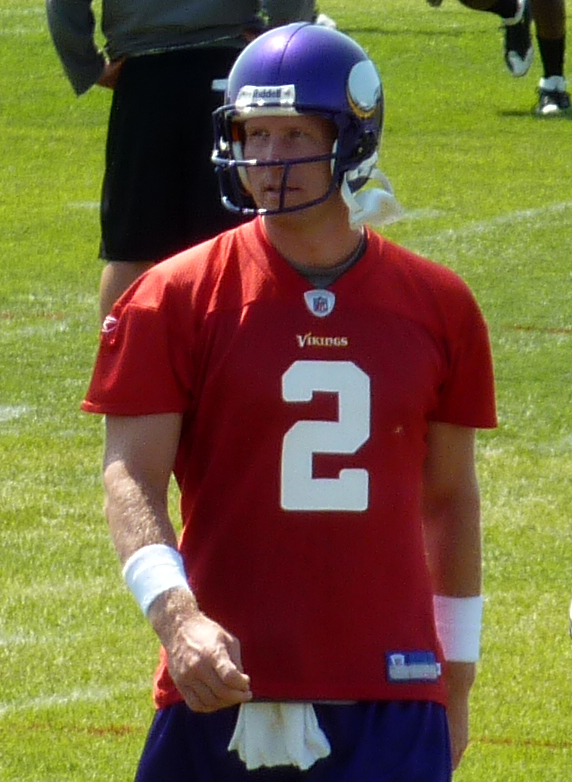
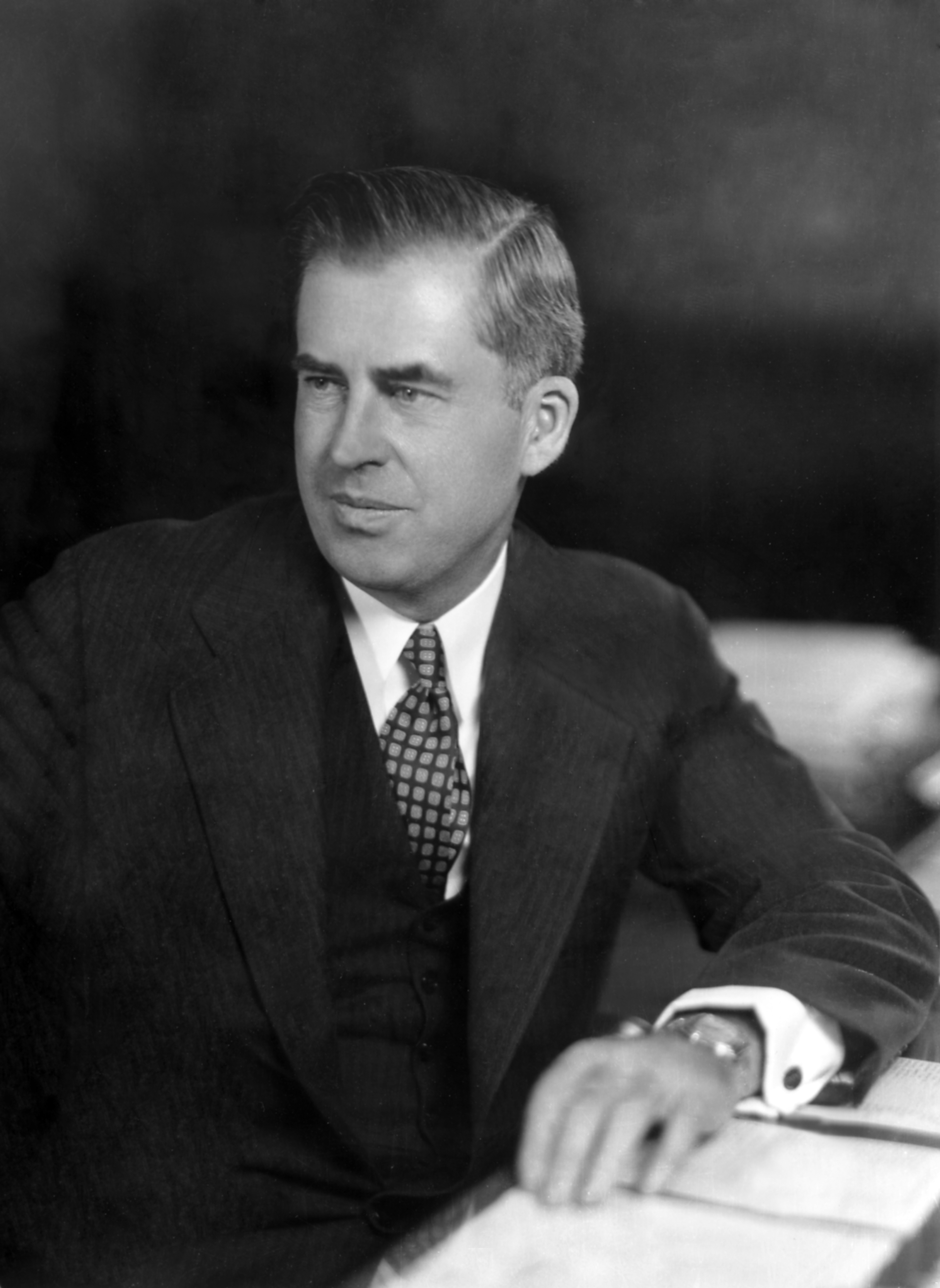
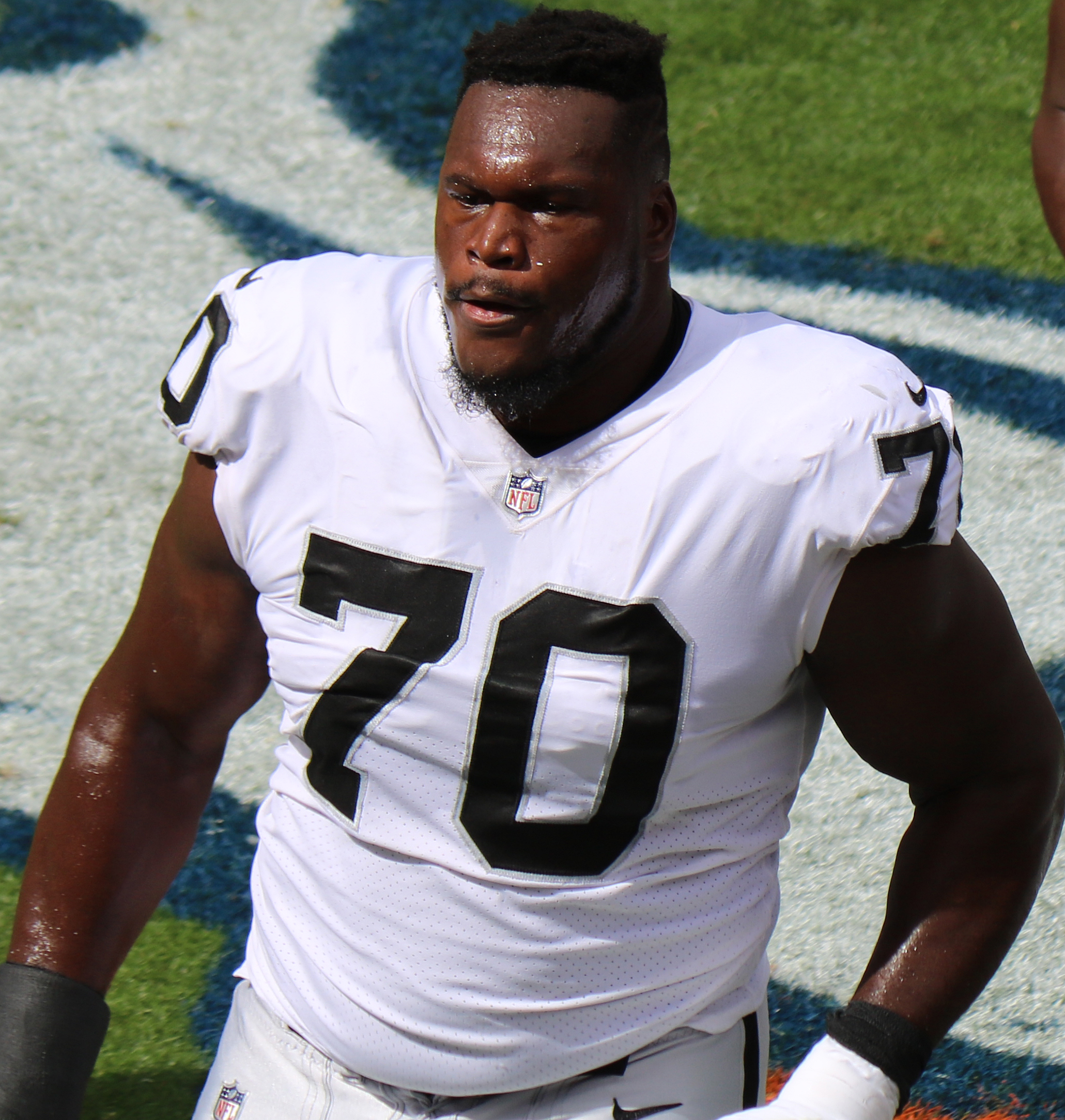